# Mosquée Edabaghine
La mosquée Edabaghine (arabe : مسجد الدباغين) ou mosquée des Tanneurs est une ancienne mosquée tunisienne, qui n'existe plus de nos jours et qui était située à l'est de la médina de Tunis.

## Localisation
Elle se trouvait au niveau du souk Edabaghine.

## Étymologie
Elle tire son nom des tanneurs, dits Edabaghine en arabe, se trouvant aux alentours de cet édifice.

## Evolution
Elle est détruite pour laisser la place à des maisons privées.  